# Vol 727 pour ailleurs
Vol 727 pour ailleurs (tire original en anglais : The Women Men Don't See) est une des plus célèbres nouvelles de science-fiction féministe de l'écrivaine américaine Alice Bradley Sheldon, publiée sous le nom de plume de James Tiptree, Jr..
Elle est d'abord publiée à dans le magazine Fantasy and Science Fiction en 1973, puis republiée dans le numéro du trentième anniversaire du magazine en octobre 1979 et à nouveau dans The Very Best of Fantasy & Science Fiction: Sixtieth Anniversary Anthology en 2009. Elle a été traduite en français sous le titre Vol 727 pour ailleurs en 1975 dans le magazine Fiction.

## Résumé
La nouvelle est racontée du point de vue de Don Fenton, un agent du gouvernement américain, et décrit l'histoire de Ruth Parsons, une femme qu'il rencontre pendant ses vacances au Mexique. Ruth et sa fille, Althea, affrètent un avion avec le pilote maya, Esteban, et permettent à Fenton de voyager avec eux. Lorsque l'avion s'écrase dans une mangrove sur la côte de Quintana Roo, Don et Ruth se séparent d'Althea et d'Esteban pour chercher de l'eau douce. Tout au long de l'épreuve, Don devient de plus en plus agacé car Ruth ne panique pas ou n'agit pas comme il pense qu'une femme agirait en de pareilles circonstances. Ses conversations avec Ruth révèlent qu'elle se sent aliénée en tant que femme, bien que Don soit incapable de comprendre son point de vue. Elle lui dit : « Ce que font les femmes, c'est survivre. Nous vivons à une ou deux dans les interstices de votre monde-machine ». Lors d'une rencontre avec des extraterrestres, Ruth les supplie de l'emmener, elle et Althea, loin de la Terre pendant que Don essaie de la «sauver» des extraterrestres. À la fin, les extraterrestres partent avec les deux femmes, laissant Don perplexe et se demandant pourquoi elles préféraient partir avec des extraterrestres plutôt que de rester sur Terre.
Le propre résumé de l'histoire produit par James Tiptree, Jr conclut « Le message est qu'il y a une incompréhension totale des motivations des femmes par le narrateur, qui rapporte tout à lui-même », et qui ne voit les femmes que dans une perspective sexuelle : les femmes sont pratiquement invisibles pour lui, sauf lorsqu'il les considère comme objets érotiques potentiels. Dans son esprit, Ruth ne représente qu'une possibilité de séduction, comme Althea n'est qu'une séduction potentielle pour Esteban, même en pleine urgence de survie.

## Rédaction
Alice Sheldon a indiqué n'avoir eu aucun problème à écrire à propos de Ruth, car elle connaissait bien le personnage exprimant le point de vue d'une femme frustrée dans un monde patriarcal, et tout ce qu'elle avait à faire était donc de « l'empêcher de trop parler. Mais Don Fenton... ! » Elle a eu du mal à communiquer indirectement la colère d'une femme (Ruth) en écrivant par l'intermédiaire de la voix détachée et incompréhensive d'un homme (Don). Julie Phillips (en) indique aussi une position psychologique difficile à tenir  : « Alli [Sheldon] a pu ressentir des dommages psychiques en tentant de se mettre à la place de Don Fenton aussi bien que Ruth Parsons, et la nouvelle parle précisément de ces dommages psychiques ».
La nouvelle est d'abord publiée à dans Fantasy and Science Fiction en 1973, puis republiée dans le numéro du trentième anniversaire du magazine en octobre 1979 et à nouveau dans The Very Best of Fantasy & Science Fiction: Sixtieth Anniversary Anthology en 2009.

## Analyse
Il s'agit du récit le plus célèbre de James Tiptree, Jr. et de ceux qui à première vue semble échapper au trope de la mort, un thème très présent dans l'écriture de James Tiptree, Jr., puisque deux femmes parviennent à échapper au monde des hommes en rejoignant des aliens. Cependant le récit peut comporter une autre sous lecture : les femmes acceptent de quitter un monde voué à sa perte (le monde des hommes sexistes) en devenant les compagnes d'extraterrestres. On peut comprendre l'histoire autrement que dans le sens d'une libération, car on pourrait considérer que le mieux qu'elles puissent espérer est de devenir des spécimens d'un zoo aliens. La dernière phrase du texte est en effet « Deux oppossums se sont échappés du zoo ». L'aveuglement du narrateur peut aussi être vu comme un aveuglement suicidaire : il ne parvient pas à comprendre les deux femmes et reste coincé dans ses perceptions et préjugés qui mènent le monde humain à sa perte, ce qui peut être considéré comme un aveuglement suicidaire,. 
La fin du texte témoigne de l'emploi de l'humour récurrent chez James Tiptree, Jr pour adoucir des visions très pessimistes de la finalité de l'espèce humaine.

## Réception
Robert Silverberg a écrit une recension critique positive de l'histoire, et ce avant que l'on sache que les œuvres de James Tiptree, Jr étaient écrites par une femme. Il a comparé James Tiptree, Jr à Ernest Hemingway et a fait remarquer que « c'est une histoire profondément féministe racontée d'une manière entièrement masculine, et mérite une attention particulière de la part de ceux qui sont en première ligne dans les guerres de libération sexuelle, hommes et femmes. ». Après avoir appris la vérité, il a écrit à Sheldon qu'il lui avait fournit une occasion dont il avait grand besoin de se torturer les méninges.
Lorsque Vol 727 pour ailleurs a été nommée pour parmi les finalistes du prix Nebula de la meilleure nouvelle longue, James Tiptree, Jr l'a retirée du scrutin tout en offrant une vague excuse pour donner une chance à d'autres écrivaines. Selon Julie Phillips, James Tiptree, Jr ne voulait pas que le fait que la nouvelle soit écrite par un homme lui donne un avantage injuste. Dans ses longues correspondances, James Tiptree, Jr a exhorté ses correspondants masculins à prendre le féminisme au sérieux. Gardner Dozois a déclaré que Vol 727 pour ailleurs aurait dû remporter le prix Hugo de la meilleure nouvelle longue. James Tiptree, Jr a remporté le prix Hugo du meilleur roman court cette année-là pour Une fille branchée et a été nommée mais n'a pas remporté le prix Hugo du meilleur roman court pour Le plan est l'amour, le plan est la mort. Vol 727 pour ailleurs a également été nommé pour le prix Locus de la meilleure nouvelle courte 1974.
PZ Myers décrit le narrateur (Don) de Vol 727 pour ailleurs comme non seulement peu fiable, mais non pertinent : « un homme qui vient faire un tour et ne comprend vraiment rien de ce qui se passe, parce qu'il ne peut pas voyez les vrais protagonistes comme tout sauf un couple de femmes ».

## Hommage et postérité
La nouvelle a fortement inspiré Vina Jie-Min Prasad, autre finaliste des prix Hugo, Nebula et Theodore-Sturgeon. Elle indique en référence au texte de James Tiptree, Jr « travailler contre le monde machine ».
En effet, James Tiptree, Jr met dans la bouche de Ruth ces mots : « What women do is survive. We live by ones and twos in the chinks of your world-machine. » (en français : Ce que les femmes font, c'est de survivre. Nous vivons par unes et par deux dans les interstices de votre monde-machine). Ceci fait de James Tiptree, Jr la tête de file d'une vision critique de l'utilisation de la technologie dans la science-fiction féministe.